# Katerynivka (raïon de Louhansk)
Katerynivka (ukrainien : Катеринівка, russe : Юбиле́йное Ioubileinoïe) est un village de la hromada Louhansk, du raïon de Louhansk  qui se trouve dans l'oblast de Louhansk.

## Géographie
La ville est sur la M30, faisant l'entrée ouest de la ville de Louhansk.

## Histoire

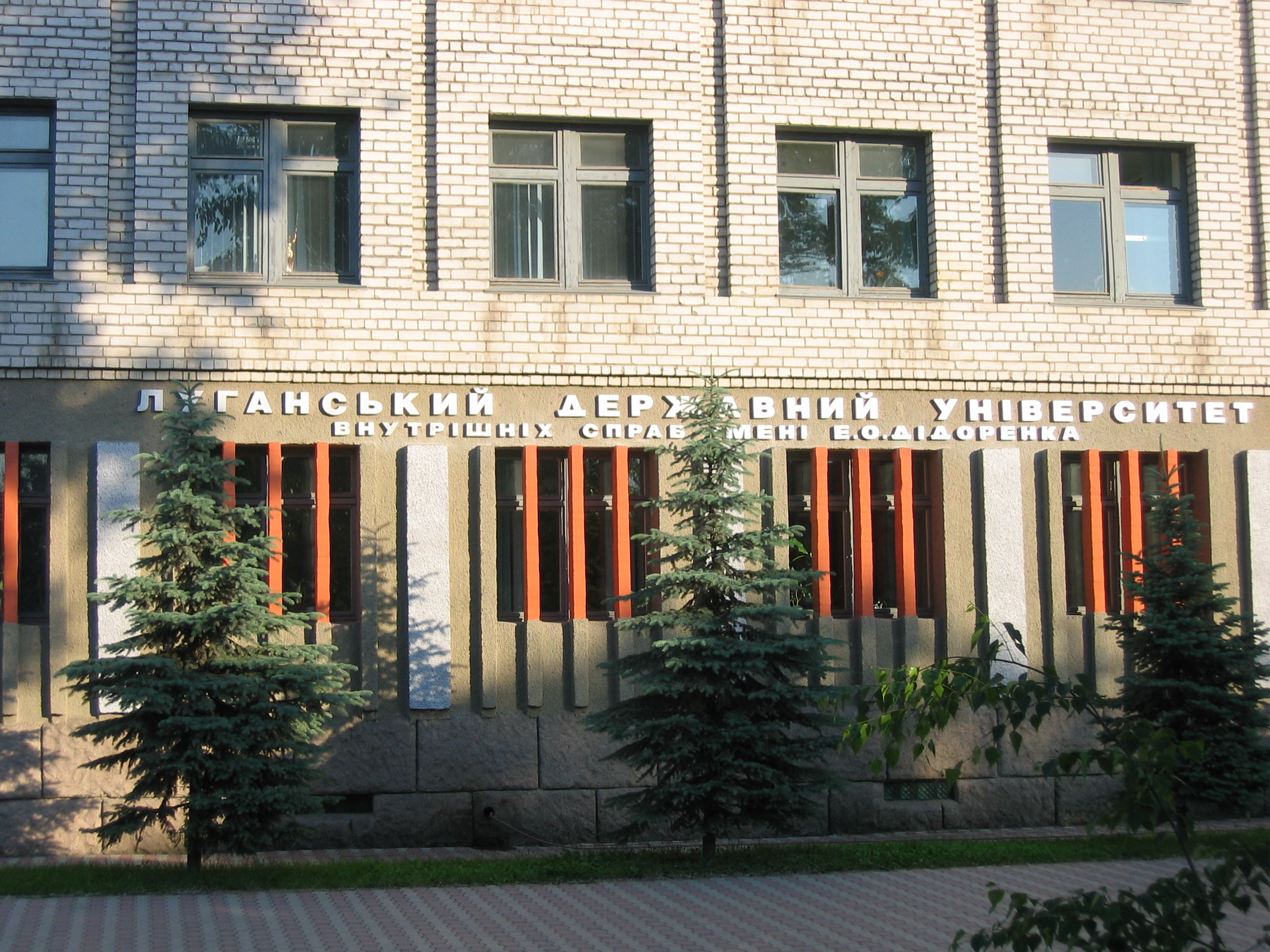
Université d'État de politique intérieure de Louhansk.
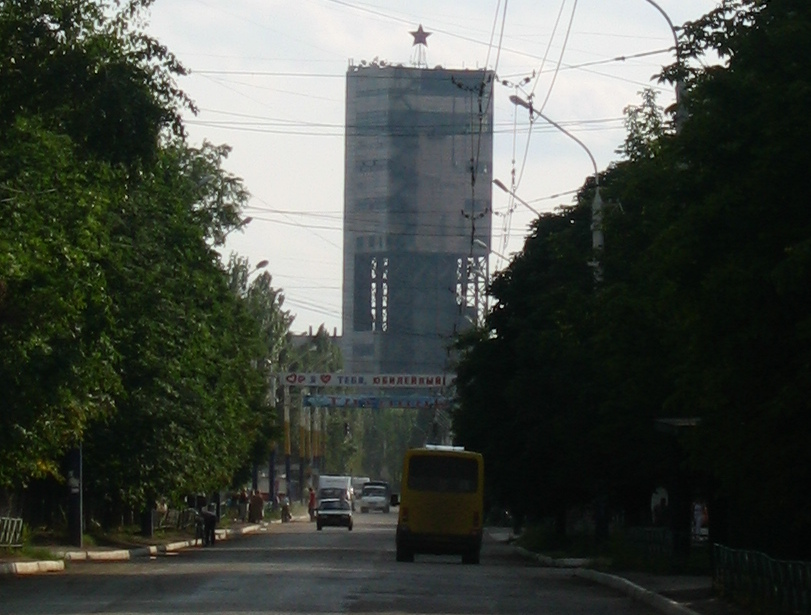
Gratte-ciel.
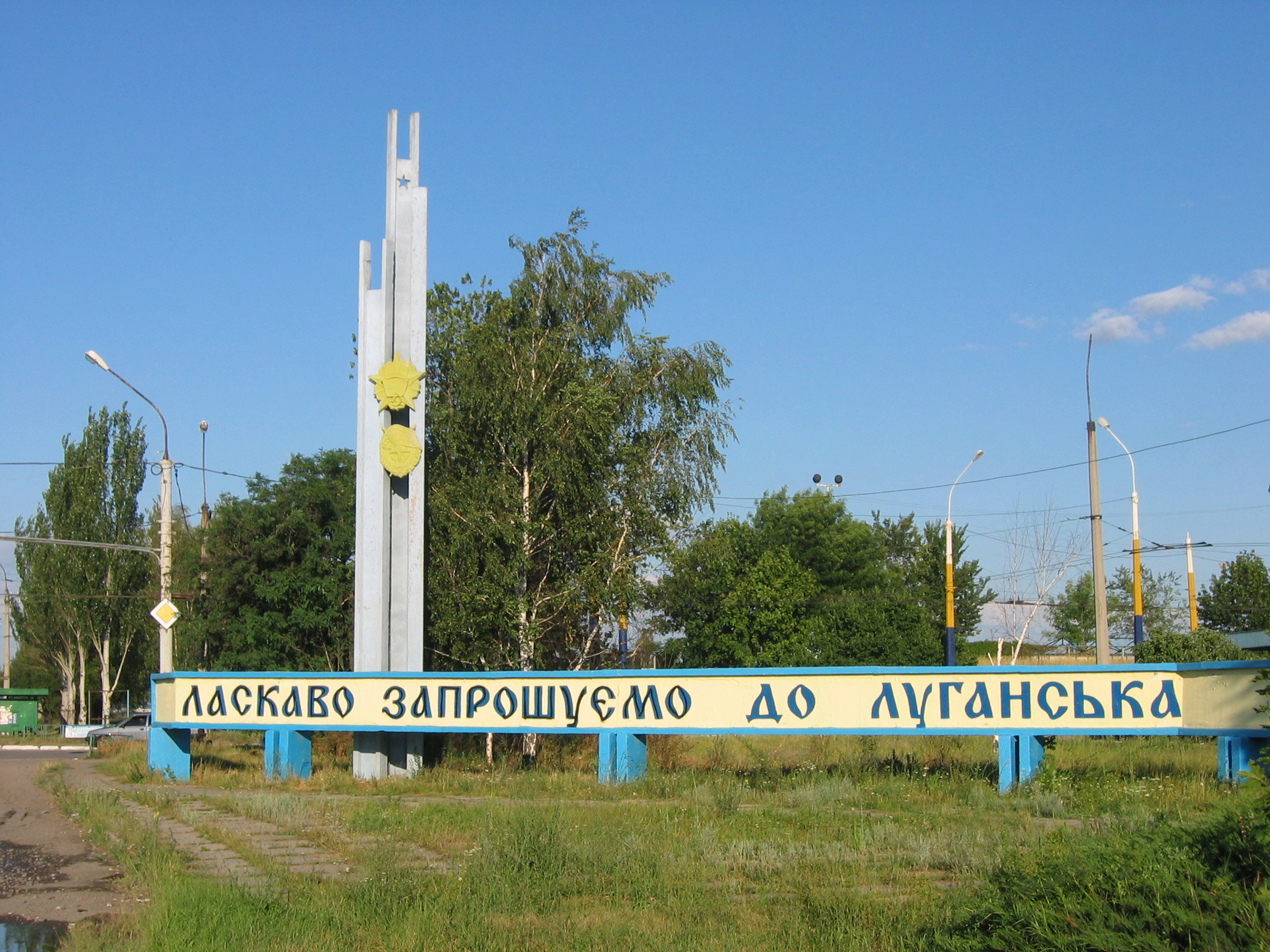
Entrée de ville.